# 2002 PJ149
2002 PJ149 est un transneptunien de magnitude absolue 5,3.
Son diamètre est estimé à 374 km, ce qui le qualifie comme un candidat au statut de planète naine.
Il n'a un arc d'observation que d'un seul jour, son orbite est donc très incertaine.